# フィラエ・オベリスク

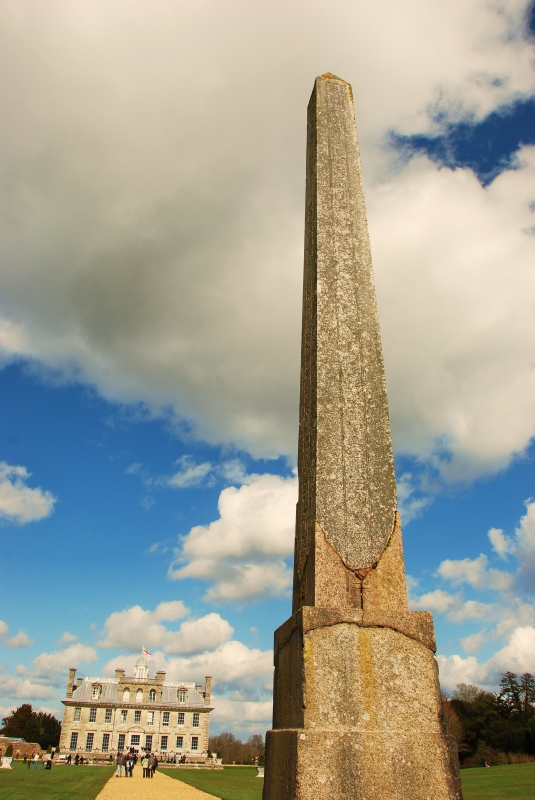
背景のキングストン・レイシーとフィラエ・オベリスク

フィラエ・オベリスク(Philae obelisk)は、1815年に上エジプトのフィラエ島で発見され、その直後にウィリアム・ジョン・バンクスが入手した2つのオベリスクのうちの1つである。エジプトのヒエログリフと古代ギリシア語の2つの言語で碑文が書いてあり、互いの文書の翻訳ではなかったが、これらを比較することで、バンクスはヒエログリフ文字での「プトレマイオス」と「クレオパトラ」の名前を認識できたと信じた。彼の解読は、後にトマス・ヤングとジャン＝フランソワ・シャンポリオンによって確認され、シャンポリオンによる最終的なヒエログリフの解読に寄与した。この碑文には、フィラエにおけるエジプトの神官による要請と、プトレマイオス8世とクレオパトラ2世、3世からの肯定的な返事が記録されており、その日付は紀元前118年から紀元前117年であった。
1820年代にバンクスはフィラエで発見されたオベリスクを入手し、ドーセットのウィムボーン・ミンスターにある自身の邸宅キングストン・レイシーに移した。この作業は、著名な探検家であるジョヴァンニ・バッティスタ・ベルツォーニが担当した。この邸宅は、現在はナショナル・トラストとなり、庭ではこのオベリスクを見ることができる。
このオベリスクがあったフィラエ島は、彗星探査機ロゼッタの着陸機フィラエの名前の由来となった。

## 関連文献
- Edwyn R. Bevan, The House of Ptolemy (London: Methuen, 1927) pp. 322–323 Textus
- E. A. Wallis Budge, The decrees of Memphis and Canopus (3 vols. London: Kegan Paul, 1904) vol. 1 pp. 139–159 Incomplete copy at Google Books
- Erik Iversen, Obelisks in exile. Vol. 2: The obelisks of Istanbul and England (Copenhagen: Gad, 1972) pp. 62–85
- T. G. H. James, Egyptian antiquities at Kingston Lacy, Dorset: the collection of William John Bankes. San Francisco: KMT Communications, 1993–94
- Stephanie Roberts, "The Real Cleopatra's Needle" in Ancient Egypt (Dec. 2007/Jan. 2008)
- Anne Sebba, The exiled collector: William Bankes and the making of an English country house. London: John Murray, 2004